# عروسين ورضيع (فلم)
عروسينِ ورضيع (بالإنجليزية: Two Brides and a Baby) هو فيلم درامي رومانسي نيجيري صدرَ عام 2011 من إخراج تيكو بنسون وبطولة كيرا هيواتش وكالو إيكيجو وأوه. سي. أوكيجي وتشيلسي إيزي وستيلا داماسوس أبوديرين وأوكي أوزويشي. عُرض الفيلم لأول مرةٍ في السابع عشر من تشرين الثاني/نوفمبر 2011. رُشِّحَ الفيلم لعدة فئاتٍ في جوائز الأكاديمية الأفريقية للأفلام وجوائز نوليوود للأفضل وكذا جوائز أفريقيا ماجيك للمشاهدين.

## القصّة
تعتقد كيشي (تلعبُ دورها الممثلة كيرا هيواتش) وبانكول (يلعب دوره الممثل أوه سي أوكيجي) أن علاقتهما مُخطَّطٌ لها بشكلٍ إلهي، فيُخطِّطُ الاثنانِ لإقامة حفل زفافٍ مذهلٍ ويعتقدون أن زواجهما سيصمدُ أمام اختبار الزمن. يحصلُ حدثٌ غير متوقعٍ يختبرُ مدى استعدادهم حقًا للتضحية من أجل علاقتهما.

## طاقم التمثيل
- أوه سي أوكيجي في دور كولي بادموش
- كيرا هيواتش في دور كيتشي
- ستيلا داماسوس في دور أمَّا
- كالو إيكيجو في دور ديجي
- أوكي أوزويشي في دور ماي
- تشيلسي إيزي في دور أوغو
- كيهينده بانكول في دور بيوا